# Misano World Circuit Marco Simoncelli

Mapa actual del circuito de Misano.

El Misano World Circuit Marco Simoncelli (hasta 2006: Circuito Internazionale Santamonica) es un autódromo localizado en la fracción de Santa Mónica, comuna de Misano Adriático (provincia de Rímini), región de Emilia-Romaña, Italia. Se inauguró en 1972 con una longitud de 3488 metros. En 1993, su longitud aumentó a 4060 metros (con la opción de una variante corta), y las instalaciones se actualizaron varias veces a lo largo de esa década. Para que el Campeonato Mundial de Motociclismo volviera a Misano después del grave accidente de Wayne Rainey, se invirtió el sentido de giro (ahora es horario) y la pista se ensanchó a 14 metros, por lo cual la extensión pasó a ser de 4180 metros.
Misano ha albergado numerosas pruebas del Campeonato Mundial de Motociclismo: el Gran Premio de Italia de Motociclismo en 1980, 1984, 1989, 1990, 1991 y 1993; y el Gran Premio de San Marino de Motociclismo entre 1985 y 1987, y nuevamente desde 2007. El Campeonato Mundial de Superbikes visitó el circuito por primera vez en 1991 y luego lo ha vueltos a hacer desde 1994, salvo en 2013.
Asimismo, Misano albergó pruebas de la Fórmula 2 Europea (desde 1977 hasta 1984), el Campeonato Mundial de Resistencia (en 1978), la BPR Global GT Series (en 1998), el Campeonato de la FIA de Sport Prototipos (en 1998) y el Campeonato Alemán de Superturismos (en 1999). En la década de 2000, ha sido usado para campeonatos internacionales de monoplazas, tales como la Fórmula 3000 Europea (en 1999, 2000, 2005, 2006 y 2008), la World Series by Renault (en 2006) y la Fórmula Master Internacional (en 2005), así como los campeonatos italianos de Fórmula 3, Fórmula Renault, turismos y grandes turismos.
En el Gran Premio de Moto2 de 2010, el piloto japonés Shoya Tomizawa falleció tras un brutal accidente.
Actualmente se denomina Circuito Marco Simoncelli, en honor al piloto de motociclismo Marco Simoncelli, fallecido en un accidente en Malasia en 2011.